# Julien Lefaverais
Julien François Henri Lefaverais est un homme politique français né le 21 octobre 1790 à Lonlay-l'Abbaye (Orne) et décédé le 26 février 1869 à Lonlay-l'Abbaye.

## Biographie
Médecin, il est maire de Lonlay-l'Abbaye, conseiller général et député de l'Orne de 1849 à 1851. Il siège à droite, avec les monarchistes.

## Sources
- « Julien Lefaverais », dans Adolphe Robert et Gaston Cougny, Dictionnaire des parlementaires français, Edgar Bourloton, 1889-1891 [détail de l’édition]